# Нагольна (притока Міусу)
Наго́льна — річка в Україні, ліва притока річки Міус. Басейн Азовського моря. Довжина 70 км. Площа водозбірного басейну 978 км². Похил 2,1 м/км. Долина трапецієподібна, завширшки 2 км. Заплава двостороння, шириною 100–200 м. Річище помірно звивисте. Використовується комплексно на зрошення, рибництво, водопостачання. Здійснюється залуження та заліснення берегів.
Бере початок біля селища Довжанського. Тече територією Свердловського, Антрацитівського районів Луганської області (60 км) та Шахтарського Донецької області. Споруджено водосховище.